# ブリックフィルム
ブリックフィルムとはレゴなどのプラスチックブロック玩具を使って作ったアニメーション映画。ストップモーション・アニメーションの一種。なお、日本で「レゴブロック」と呼ばれるものは英語圏では「レゴブリック」（Lego Brick）と呼ばれており、ブリックフィルムの名称もこの名に由来する（ブリックとは英語で煉瓦のこと）。

## 歴史
ブリックフィルムが最初に作られたのは1980年代のことで、オーストラリアパースのリンゼイ・フレイ（Lindsay Fleay）が作った「マジック・ポータル」（The Magic Portal）であるとされる。この動画にはストップモーションとライブアクションが混在している。これはレゴとプラスチック部品、厚紙などで作ったものであり、16mmフィルムに収められている。
1975年に公開されたコメディ・映画『モンティ・パイソン・アンド・ホーリー・グレイル』を再録して1999年に販売されたDVDには特典映像として、LEGOを使った再現アニメが収められている。製作したのはSpite Your Face Productionsである。それ以来、レゴを使った再現アニメがたびたび製作されるようになった。例えば2003年のテレビシリーズ『スター・ウォーズ クローン大戦』を収録したDVDには、2005年の映画『スター・ウォーズ エピソード3/シスの復讐』のパロディである『ブリックの復讐』（Revenge of the Brick）が収録されている（日本語版では『スター・ウォーズ クローン大戦 Vol.2』に収録）。
YouTubeのようなインターネット動画投稿サイトができてからは安価に手軽に製作できるブリックフィルムの数が増えている。レゴ・グループからブリックフィルム製作用のセット「#1349 レゴスタジオ・スティーブン・スピルバーグムービーメーカーセット」が販売されており、アマチュアによるブリックフィルム製作も盛んになった。レゴミニフィギュアを使ったものが多いが、バイオニクルを使ったものもまた盛んである。
映像作家ミシェル・ゴンドリーは、ホワイト・ストライプスの「Fell In Love With A Girl」のPVで、実写とCGで一度撮影・編集したビデオをドット単位に分解して、レゴブロックで再構築し撮影するという手法で制作し話題となった。

## レゴグループとブリックフィルム
最近ではレゴグループが新しいレゴシリーズの宣伝にブリックフィルムを使うことが多い。レゴスターウォーズ・ブリックの復讐、レゴインディージョーンズ・レイダース/失われたブリック（レイダース/失われたアーク《聖櫃》）、レゴ・パワーマイナーズ、レゴ・アトランティス、レゴ・プリンス・オブ・ペルシャ（プリンス・オブ・ペルシャ）などである。

## ブリックフィルム・コミュニティ
ブリックフィルムの愛好家が集まったコミュニティもある。特に大きいのはBrickfilmsとBricks in Motionである。これらのコミュニティメンバーが作成したブリックフィルムのほとんどはYouTubeやVimeoで閲覧可能である。2007年にはフェスティバルも開催されている。